# Grammodes geometrica
Grammodes geometrica är en fjärilsart som beskrevs av Fabricius 1775. Grammodes geometrica ingår i släktet Grammodes och familjen nattflyn. Inga underarter finns listade i Catalogue of Life.

## Bildgalleri

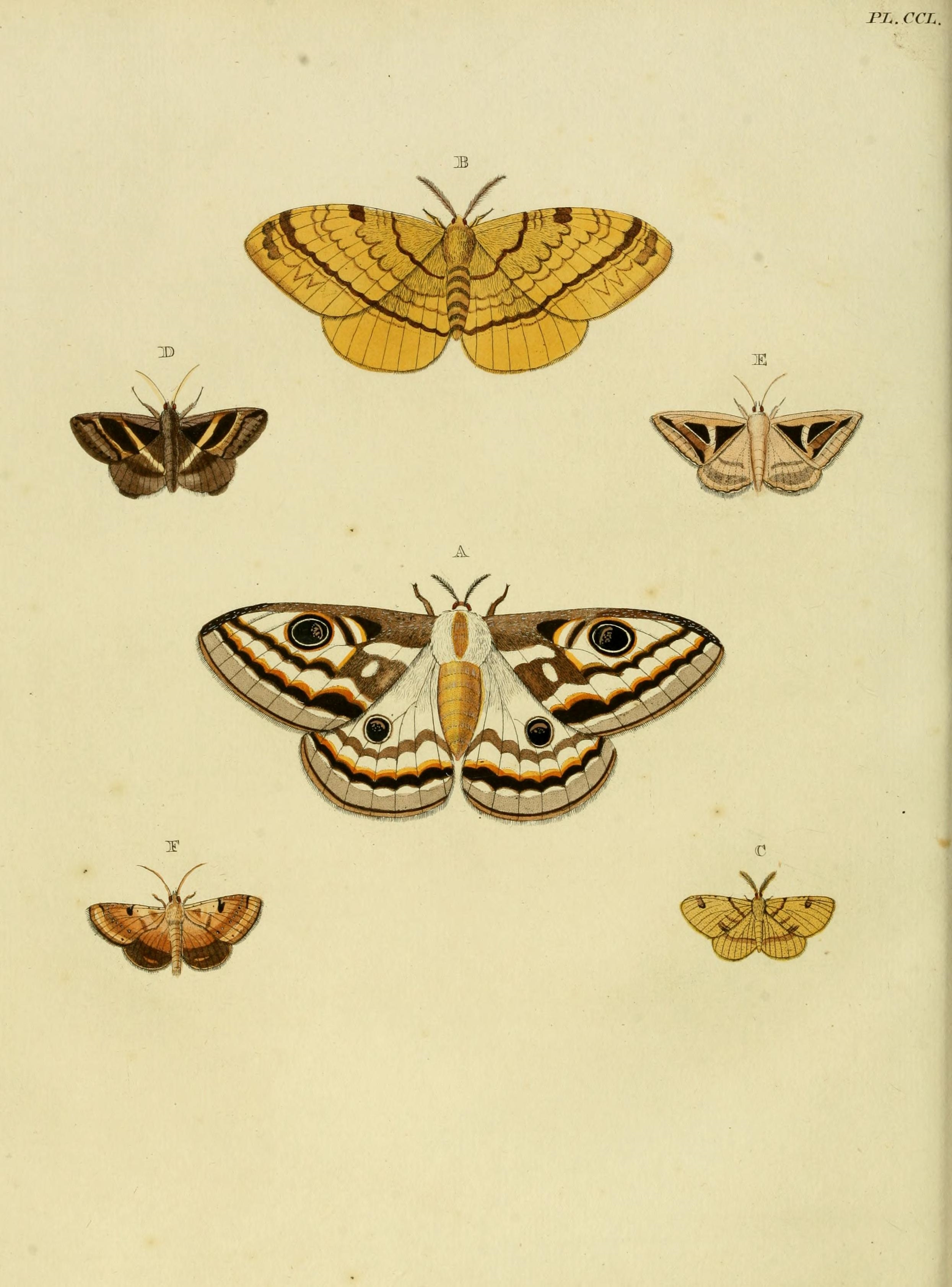
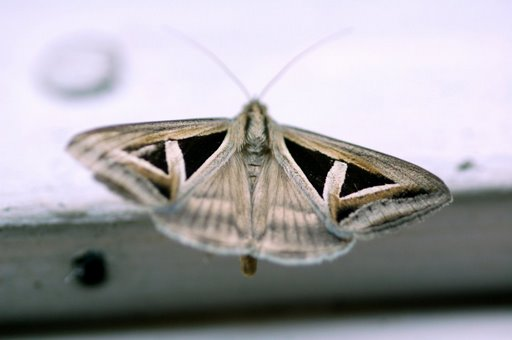